# Seira reinhardi
Seira reinhardi är en urinsektsart som först beskrevs av Mills 1931.  Seira reinhardi ingår i släktet Seira och familjen brokhoppstjärtar. Inga underarter finns listade i Catalogue of Life.